# Marin Gheorghe
Marin Gheorghe, född den 5 september 1959 i Glodeanu-Siliștea i Rumänien, är en rumänsk roddare.
Han tog OS-silver i åtta med styrman i samband med de olympiska roddtävlingarna 1992 i Barcelona.